# Яш-Йо'паат
Яш-Йо'паат (д/н — 579) — ахав (цар) Кануля з 572 до 579 року.

## Життєпис
Походив зі Зміїної династії. Вважається, що був сином Ут-Чаналя, ахава Кануля. Після смерті останнього у 572 році став новим володарем. Про його діяльність відомо замало. На монументі з Ц'ібанче повідомляється про церемонію закінчення к'атуна 9.7.0.0.0, 7 Ахав 3 К'анк'ін (7 грудня 573 року), яку він провів.
Намагався продовжити політику попередника з розширення впливу своєї держави. Втім правив недовго, помер з невідомих натепер причин у 579 році. Владу успадкував Ук'ай-Кан (ймовірно брат).